# 梓潼県
梓潼県（しとう-けん）は中華人民共和国四川省綿陽市に位置する県。

## 地理
梓潼県は四川盆地北西部、綿陽市北東部に位置する。

## 歴史
『広博物志』によれば梓潼は旧名を尼陳山と称し、夏朝の禹の治水工事の際に泥を積み上げたことから命名された。梓潼の名称は戦国時代に「東倚梓林、西枕潼水」より命名された。春秋戦国時代は蜀国の版図であった。秦の恵文王は司馬錯を派遣し蜀国を滅ぼした後、梓潼は秦の属地とされた。前285年、に広漢郡の下に梓潼県を設置した。県治は現在の文昌鎮に設置されたが、115年（元初2年）に現在の県治に移転し現在に至る。
また梓潼県は『三国志』の舞台としてもしばしば登場し、益州を治めた劉備は、霍峻の功績を賞して、広漢郡の一部を割いて梓潼郡を設定し、霍峻を梓潼太守に任命したという記録がある（霍峻伝）。李平（李厳）が諸葛亮により流罪させられたのも梓潼郡である（李厳伝）。蜀漢末期に楊戯が梓潼太守に任命されている（楊戯伝）。

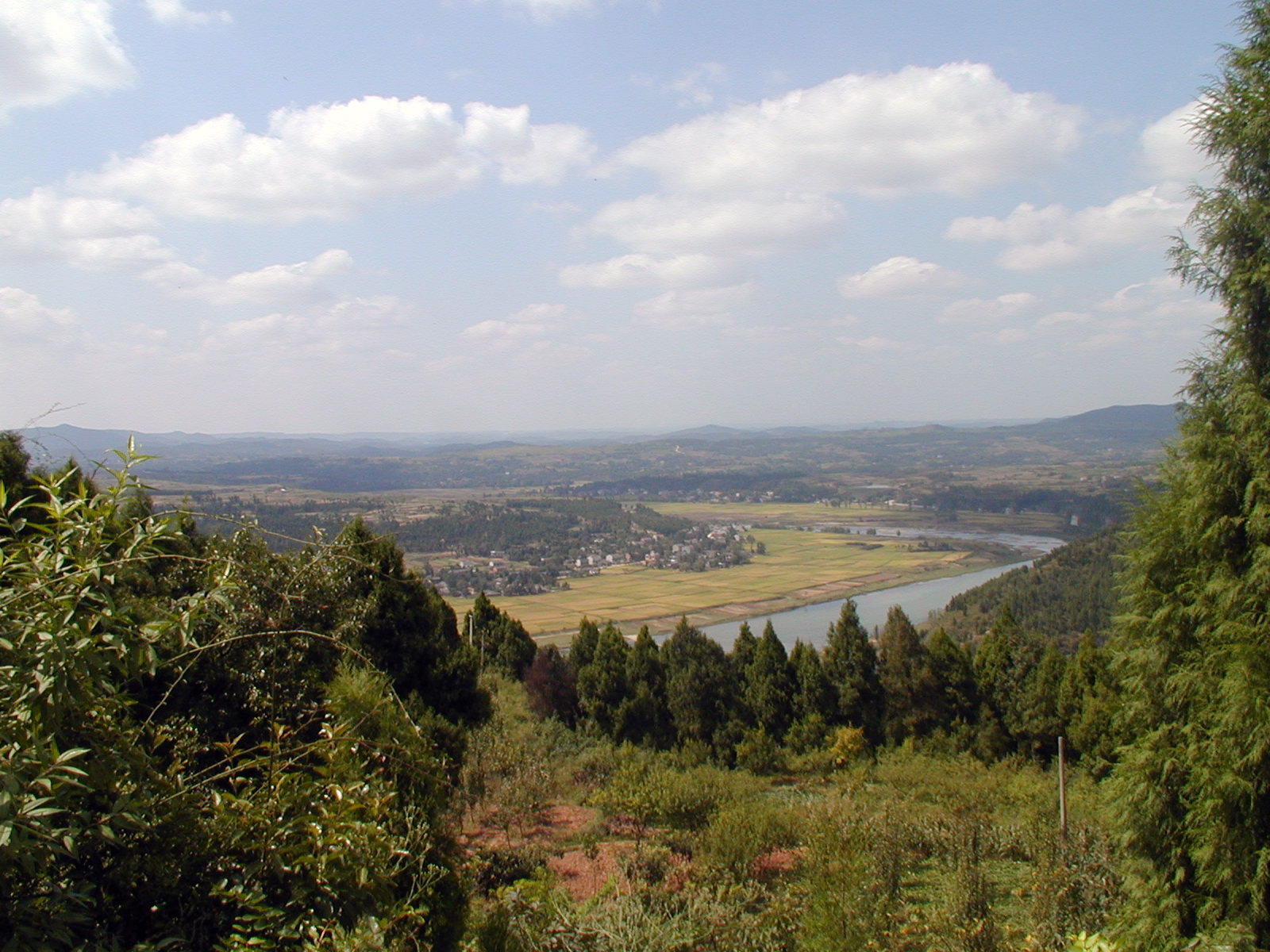
臥竜山からの風景

## 行政区画
13鎮、3郷を管轄する。
- 鎮:文昌鎮、長卿鎮、許州鎮、黎雅鎮、臥竜鎮、観義鎮、瑪瑙鎮、石牛鎮、自強鎮、仁和鎮、双板鎮、金竜鎮、宏仁鎮
- 郷:演武郷、宝石郷、文興郷

## 交通
道路
国道
- G347国道（中国語版）

省道
- 108省道
- 302省道

## 健康・医療・衛生
- 梓潼県人民医院
- 梓潼県紅十字医院
- 梓潼県工人医院